# Чугуновка (Воронежская область)
Чугуно́вка — хутор в Павловском районе Воронежской области Российской Федерации.
Хутор относится к Песковскому сельскому поселению, административным центром которого является село Пески. Там же размещены административные органы, которым подчинён хутор Чугуновка.

## Физико-географическая характеристика
Хутор расположен вдоль правого берега реки Битюг, ниже по течению относительно деревни Антиповки.
Село, как и вся Воронежская область, живёт по Московскому времени.

## История
Хутор основан в конце XVIII века переселенцами из села Лосева.

## Население
| 2007 | 2009 | 2010 |
| ---- | ---- | ---- |
| 51   | ↘42  | ↗53  |

## Архитектура и достопримечательности
На хуторе 4 улицы: 8 марта, 9 января, Битюгская и Зелёная.